# Honoré de Balzac
Honoré de Balzac (Tours, 20. svibnja 1799. – Pariz, 18. kolovoza 1850.), francuski književnik.
Duhovni je začetnik europskoga realizma. Prikazao je više od 2000 likova iz svih slojeva francuskoga društva te ekonomske, političke, socijalne i kulturne uvjete svojega doba. Sva ta djela čine cjelinu pod nazivom "Ljudska komedija". Posebno mjesto u njegovu opusu zauzimaju "Škakljive priče", primjer tipične francuske erotske tragikomike zvane "galski humor". 

## Život
Rođen je 1799. u Toursu, u Francuskoj, u malograđanskoj obitelji. U Parizu je završio pravo, ali se posvetio književnosti. Među prijateljima nije se isticao. Počeo je pisati u dvanaestoj godini pokušavajući u Parizu napraviti brzu karijeru. Balzac mimo volje svojih roditelja, koji su htjeli da bude bilježnik, piše romane pod tuđim imenima, osjećajući i sam da su bez vrijednosti. Otac i majka protivili su se književničkom zanatu, smatrajući da se neće moći materijalno osigurati. Prvim svojim radovima, Balzac ne samo da nije postao slavan nego nije bio ni zapažen. Razočaran prvim neuspjesima i željom da što prije stekne popularnost i društveni ugled, ulazi u neuspjele investicije, te se opterećuje dugovima za cijeli život.
Težak je bio put Balzaca do književnog uspjeha. Prvi ga neuspjesi nisu obeshrabrili. Postaje izviđač i tiskar, ali ni u tome nije imao uspjeha te napušta i taj posao s velikim dugovima koji će ga pratiti do smrti. Balzac nije klonuo duhom. Možemo ga smatrati prvim modernim profesionalnim piscem. Utemeljio je tzv. kritički ili društveni realizam. Piše romane u kojima se ispoljava sva njegova pripovjedačka snaga. Prije njegovog pisanja svakidašnji život običnog čovjeka smatran je nedostojnim književne obrade. A Balzac je uradio upravo to - opisao je sve klase: plemstvo koje nezadrživo propada, buržoaziju koja se uzdiže u težnji za stjecanjem novca i položaja, sitnu buržoaziju, lihvare i zelenaše, seljake koji su uklješteni između veleposjednika i seoskog kapitala. 
Svim je svojim pripovijetkama i romanima Balzac dao zajednički naziv - Ljudska komedija. U njoj je dao vjernu sliku francuske buržoazije koju je mrzio. Sa simpatijama je gledao na plemstvo i sam je želio uspjeti u društvu. To mu je uspjelo tek potkraj života kada se oženio bogatom aristokraticom (Poljakinjom Hanskom). No te simpatije, koje su ga vezale uz plemstvo, nisu mu smetale da u svojim književnim djelima kaže istinu o tom društvu u kojem feudalci moraju propasti, a uzdiže se krupna buržoazija. Balzac je prijelazna figura između romantizma i realizma - s jedne se strane u njegovim djelima pojavljuju melodramatične fabule, retorika, romantične strasti, divlji individualizam, dok s druge strane unosi brižljivo dokumentirane, detaljne studije društvenog života, s točnim i autentičnim podacima. Najvažnije djelo mu je “Ljudska komedija”, grandiozna epopeja u kojoj, po uzoru na Dantea, nastoji sistematski, klasificirati panoramu svojih suvremenika iz tadašnjeg društva. To je serija od 92 romana, s često sličnim ili istim likovima, koje je možda susretao oko sebe, a dijele su u tri grupe: Analitičke studije, Filozofske studije i Studije iz društvenog života. Najpoznatija djela su mu: "Otac Goriot", kao prvo realistično djelo, “Seoski liječnik, Sjaj i bijeda kurtizana”. 
Balzac komponira ovaj roman, po zakonima dramske strukture, a težište stavlja na ekspoziciju i kritiku, kojima posvećuje i glavninu teksta. Unutar same ekspozicije, koja je u ovom romanu već svedena na jednu razumnu mjeru te iznosi čak i nešto manje od trećine teksta, pisac se služi svojim uobičajenim postupkom, polazeći u analizi od vanjskoga prema unutarnjemu. Najprije daje detaljan opis same sredine u kojoj se njegovi junaci kreću, polazeći od opisa eksterijera na opis interijera prostorija pansiona i postupno razvija potrebnu atmosferu u kojoj se mogu pojaviti i sami sudionici drame. Pri njihovu opisu, Balzac ponovno polazi od opisa vanjskog izgleda samih likova, koje vješto povezuje s psihološkim crtama njihova karaktera i sociološkom pozadinom njihove egzistencije. Na kraju takvog opisa čitalac si točno dočara ne samo kako izgleda ili kako se oblači pojedina osoba, već zna i njezinu pretpovijest i materijalno stanje. 
Balzac je razradio tri samostalne ali međusobno isprepletene fabule, koje se odvijaju u dva raznorodna i oprečna ambijenta - u učmaloj sredini pansiona gđe Vauquer i u elegantnim salonima otmjenih pariških četvrti. Prva fabula vezana je uz temeljnu koncepciju djela i prikazuje nesretnu sudbinu bivšeg tvorničara tjestenine, Jeana-Joachima Goriota, koji se lišio svog imetka da bi usrećio i bogato udao svoje kćeri, a one se u novoj sredini počinju stidjeti oca i pošto su izvukle iz njega i posljednji novčić, puštaju ga da umre u krajnjoj bijedi, sam kao pas. Uz tu osnovnu fabulu povezana je sudbina Goriotova sustanara, mladog provincijskog plemića Eugenea de Rastignaca, koji je došao u Pariz pun ideala, ali upoznavši bijedu pansiona gđe Vauquer i otmjene pariške salone i naličje velegradskog života, u kojem su novac i interes iznad svega. Treću fabulu u romanu predstavlja bivši robijaš Vautrin, čije je hapšenja popratio svojim ciničkim primjedbama o društvenom uređenju i pravdi. 
Balzac je neumorno radio 16 - 17 sati dnevno, tjednima se nije micao iz sobe. Živio je u stalnoj borbi sa životnim nevoljama, borio se s povjeriocima, izdavačima koji su tražili naplaćene, obećane, a nenapisane romane. Njegov život, pun životne borbe s jedne i neobuzdane energije s druge strane. Oženio se 1850. godine, nekoliko mjeseca prije smrti. Još za života je postao slavan pisac, a njegov plodan rad zaustavio se iste godine u velikoj borbi između života i smrti.
Sahranjen na groblju Père-Lachaise u Parizu.

## Djela
- "Otac Goriot" ("Čiča Goriot")
- "Chagrinska koža"
- "Sjaj i bijeda kurtizana"
- "Seoski liječnik"
- "Eugenie Grandet"

## Vanjske poveznice
- Život Balzacov  Arhivirana inačica izvorne stranice od 2. prosinca 2011. (Wayback Machine)